# Saint-Guyomard
Saint-Guyomard är en kommun i departementet Morbihan i regionen Bretagne i nordvästra Frankrike. Kommunen ligger i kantonen Malestroit som tillhör arrondissementet Vannes. År 2022 hade Saint-Guyomard 1 446 invånare.

## Befolkningsutveckling
Antalet invånare i kommunen Saint-Guyomard
| Referens: INSEE |